# 施派尔的亨利
施派尔的亨利（德語：Heinrich von Speyer或 Heinrich von Worms，970年—989年或992年）是萨利安王朝成员，他是莱茵河法兰克尼亚地区沃尔姆斯的伯爵、也是皇帝康拉德二世的父亲。
依据兰布雷希特寺院在977年的捐款记录记载，他是卡林西亚公爵沃尔姆斯的奥托和他的妻子朱迪斯的长子。他娶了洛林伯爵葛尔哈德三世和阿达贝尔特二世的姐妹梅兹的阿德莱德。他们生下了一个儿子和一个女儿。儿子名为康拉德，后来在1024年被选为罗马人的国王并在三年后戴上了神圣罗马帝国的皇冠。女儿名为朱迪斯。亨利的弟弟布鲁诺在996年被选为教宗额我略五世，他的另一个弟弟在1004年继承了他们父亲的公爵头衔。
历史对他记载的很少，因为他早在20岁时就死去了，甚至比他的父亲死的还早。他和他的女儿朱迪斯一起被埋在沃尔姆斯主教座堂。他的妻子阿德莱德则比他多活了许多年。她又改嫁了一位大概是老巴本堡家族的法兰克尼亚的伯爵，她死于1046年。